# Traité d'athéologie
Physique de la métaphysique
 (août 2021).
L'ouvrage Traité d'athéologie : Physique de la métaphysique, est un essai sur l'athéisme écrit par Michel Onfray, publié en 2005 aux éditions Grasset.

## Analyse de l'œuvre
Cette section ne s'appuie pas, ou pas assez, sur des sources secondaires ou tertiaires indépendantes du sujet.

Pour l'améliorer, ajoutez-en, ou placez des modèles {{Source secondaire souhaitée}} ou {{Source secondaire nécessaire}} sur les passages mal sourcés. (janvier 2021)

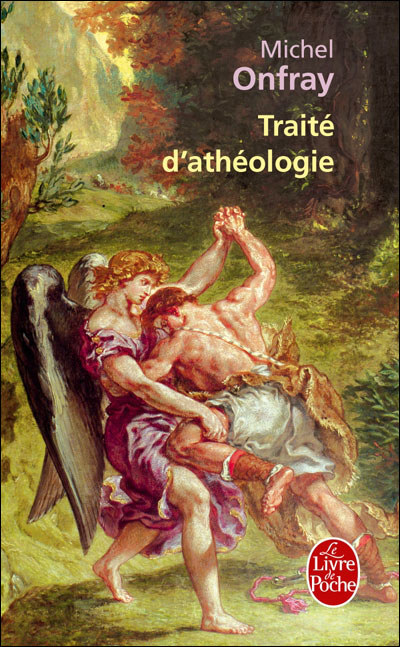
La couverture des différentes éditions de cet ouvrage reprend un détail du tableau La Lutte de Jacob avec l'Ange d'Eugène Delacroix, comme ici pour la réédition de 2006 aux éditions Le Livre de poche.

Le Traité d'athéologie : Physique de la métaphysique est dédié à Raoul Vaneigem.
Il s'articule en quatre parties. La première traite de l'athéologie et comporte trois chapitres consacrés à l’odyssée des esprits forts, à l'athéisme, comme sortie du nihilisme et au concept d'athéologie. La seconde traite des monothéismes et comporte trois chapitres consacrés aux tyrannies et servitudes des arrière mondes, aux autodafés de l'intelligence et à la propension de certains à désirer l'inverse du réel. La troisième traite du christianisme et comporte trois chapitres consacrés à la construction intellectuelle de Jésus, à la contamination paulinienne et à l’État totalitaire chrétien. Enfin, la quatrième traite de la théocratie et comporte trois chapitres consacrés à la petite théorie du prélèvement, aux idéologies qui se mettent au service de la pulsion de mort, et à l'idée d'une laïcité post-chrétienne.

### Athéologie
Le terme d’« athéologie » est repris d'un projet de Georges Bataille, qui voulait réunir des ouvrages sur la question, sous le titre La Somme athéologique, projet resté finalement inachevé. L’auteur se propose, non pas de suivre les pas de Bataille, mais d’utiliser ce concept, comme l’instrument d’une boîte à outils philosophique, dans le sens où Deleuze et Foucault l'entendaient. Selon l’auteur, cette approche doit être interdisciplinaire pour créer « une physique de la métaphysique, donc une réelle théorie de l’immanence, une ontologie matérialiste ».
Selon l’auteur, Nietzsche est le seul à avoir cru à la mort de Dieu, qui ne pourra disparaître que lorsque l’homme assumera seul son destin, face à la peur de sa mort et à ses angoisses existentielles. D’Épicure à Nietzsche, en passant par Pierre Charron ou La Mothe Le Vayer, la notion d’athéisme a plus souvent été utilisée pour stigmatiser les esprits forts, les calomnier ou les condamner, que pour les comprendre. Plus grave encore, l’opprobre a été jetée sur des auteurs déistes ou panthéistes, comme Spinoza, dont le seul tort était de s’écarter des dogmes monothéistes dominants.
L’auteur dénonce ensuite la mémoire, trop sélective, du monde universitaire, qui ignore l’abbé Meslier, La Mettrie, le baron d’Holbach ou Feuerbach, pour se concentrer sur les philosophes des Lumières, essentiellement déistes, comme Rousseau, Diderot ou Voltaire. Or l’époque actuelle n’est, selon l’auteur, pas athée, mais nihiliste. Pour sortir de cette impasse, la réponse ne doit pas venir d’une relecture laïque de la pensée judéo-chrétienne, celle de Jankélévitch, de Lévinas ou d’Alain Finkielkraut, mais d’un dépassement de celle-ci, pour atteindre une forme d’athéisme post-moderne.

### Monothéismes
Selon l'auteur, les trois monothéismes, animés par une même pulsion de mort généalogique, partagent une même haine de la raison et de l'intelligence, haine de la liberté et des livres, haine de la vie et de la sexualité, haine des femmes et du plaisir. A contrario, les trois monothéismes défendent la foi et la croyance, l'obéissance et la soumission, le goût de la mort et la passion pour l'au-delà. L' « idéal ascétique », autre point commun théorique entre le judaïsme, le christianisme et l'islam, se traduit en pratique par une kyrielle d'interdits, « car on ne mesure bien l'obéissance qu'avec les interdits ». Le monothéisme est une auberge espagnole, où chacun peut trouver ce qu'il cherche et son contraire. Dans les trois livres fondateurs, « les contradictions abondent : à une chose dite, correspond presque immédiatement son contraire, un avis triomphe, mais son exact opposé aussi, une valeur est prescrite, son antithèse un peu plus loin ».

#### Judaïsme
« Yahvé parle à son peuple élu et n'a aucune considération pour les autres. La Torah invente l'inégalité éthique, ontologique et métaphysique des races. ». L'auteur précise également que le Livre des Nombres, « originellement titrés le "Livre de guerre du Seigneur" », justifie le combat à mort contre les ennemis, et partant contre les non-croyants, impies et autres infidèles ; le thème ne sera pas oublié par les autres religions du Livre.

#### Christianisme
Comme il le développe dans sa Contre-histoire de la philosophie, il défend particulièrement la thèse mythiste : Jésus est pour lui un personnage conceptuel, tout comme le Zarathushtra de Friedrich Nietzsche ou le Socrate de Platon ; ce concept est repris de Gilles Deleuze. Il considère pour sa part que le christianisme, et à travers le christianisme l'idéalisme platonicien, a tellement profondément influencé l'épistémè occidentale que le refoulement de la thèse mythiste est simplement culturel : la longue domination intellectuelle du christianisme durant le Moyen Âge et la Renaissance fait qu'il a fallu très longtemps pour que la thèse mythiste soit simplement envisageable.

Pour Michel Onfray, les persécutions des chrétiens par Rome ont été surestimées, tandis que l'intolérance de ceux-ci envers les religions polythéistes fut importante.

#### Islam
« Et pour un Averroès, ou un Avicenne - ces prétextes tellement utiles... - combien d'imams hypermnésiques mais hypo-intelligents ? ».

### Théocratie
Onfray étudie l'enchevêtrement des religions et des pouvoirs judiciaires, étatiques et gouvernementaux. Il prend surtout exemple de la révolution iranienne de 1979 où l'ayatollah Khomeini établit une théocratie et déclare que Michel Foucault s'est fourvoyé en soutenant le mouvement.

## Réception critique
Le succès médiatique du Traité d'athéologie a conduit à faire penser que la question de la religion était centrale dans la pensée d'Onfray, voire qu'Onfray était avant tout un théoricien de l'athéisme. Si Onfray est athée, c'est la défense de l'hédonisme qu'il met d'abord au cœur de son travail. Le Traité d'athéologie avait été écrit en 2005 en réponse aux débats qui avaient suivi la parution de son ouvrage Féeries anatomiques, dans lequel il remettait en question les a priori chrétiens dans le domaine bioéthique[réf. nécessaire].
La parution de l'essai est suivie de trois ouvrages fortement critiques, qui « soulignent l'absence de rigueur de la pensée de l'auteur du Traité d'athéologie, et la tentation démagogue à laquelle il succombe » selon La Croix, qui voit dans l'ouvrage un pamphlet contre les religions.
L'Anti-traité d'athéologie de Matthieu Baumier est rédigé par un croyant convaincu « au risque de se laisser entrainer dans la polémique », et qui peut se lire comme « une charge de la communauté intellectuelle chrétienne contre un Onfray bien malhabile » mais « présentant l'intérêt d'élever le débat » pour le site lelitteraire.com, très critique lui aussi sur l'ouvrage de Michel Onfray écrit à partir « d'une philosophie en kit » et dont « la synthèse […] est simple à formuler : il faut déchristianiser, un point c’est tout. ». L'auteur reprend point par point chacun des thèmes traités dans le livre de Michel Onfray — interprétation de la Genèse, place des femmes dans les religions, rapport entre la science et la foi, regard sur le Christ, figure de saint Paul, attitude du christianisme face au nazisme — pour en analyser les erreurs et manques et y opposer sa propre lecture,, appuyée par les écrits de nombreux philosophes et théologiens. Il reproche à Michel Onfray de « quitt[er] la pratique intellectuelle commune — celle qui vérifie ses sources, pose des arguments cohérents et vise à élever l’homme — pour descendre au niveau d’une démagogie militante ».
Dieu avec esprit. Réponse à Michel Onfray de la philosophe et théologienne Irène Fernandez aborde le Traité d'athéologie pour y pointer « les nombreuses fautes historiques et philosophiques qui [l']émaillent » et réfute, en se basant sur des travaux scientifiques « l'idée très sommaire selon laquelle les religions seraient nées de l'ignorance et de la peur de la mort ».
Dans Le Nouvel Antichristianisme, l'historien René Rémond considère que livre de Michel Onfray s'inscrit dans une tendance récente visant à transformer le christianisme « en bouc émissaire, alors que la société dans son ensemble se trouve incapable de régler certains problèmes fondamentaux ». Pour lui, l'ouvrage présente des thèses « faciles », mais fausses, à un public finalement très crédule, ce qui lui permet le succès d'édition.
Ces trois ouvrages ont été bien reçus par le quotidien catholique La Croix, qui souligne « le catalogue de raccourcis, d’approximations, d’amalgames, de contresens sur le christianisme qu’est le Traité d’athéologie » alors que pour le journaliste François Busnel de L'Express en revanche, les deux premiers sont très décevants et n'ont « pas répondu autrement que par l'insulte ou l'idéologie ».
Le Traité d'athéologie est en 2015 le plus grand succès de librairie de Michel Onfray, avec quelque 370 000 exemplaires vendus toutes éditions confondues,. Il a clairement montré un regain d'intérêt, en France, en 2005, pour les questions relatives à l'athéisme. Le succès médiatique du Traité d'athéologie fait écho à celui d'autres livres athées publiés en anglais à la même époque, et qui ont été des très grands succès de publication, tels que The God Delusion de Richard Dawkins, Breaking the Spell: Religion as a natural phenomenon de Daniel Clement Dennett, The End of faith de Sam Harris ou God is not great: How religion poisons everything de Christopher Hitchens. Le succès éditorial de ces publications, particulièrement dans le monde anglophone, conduit certains athées à penser qu’ils doivent être, en tant que citoyens, plus revendicatifs sur leurs droits à rejeter toute croyance, à défendre la séparation des Églises et de l’État devant les menées des mouvements fondamentalistes (aux États-Unis), et doivent donc à cette fin être plus actifs en tant que mouvement[réf. nécessaire].
En mars 2005, dans une recension de cet essai publié sur son blog Périphéries,, Mona Chollet salue un auteur « sincèrement remonté contre tous les dogmes religieux » mais regrette notamment qu'il estime que l’islam est « fondamentalement incompatible avec les sociétés issues des Lumières » et qu'il écrive que « le musulman n’est pas fraternel ».
Dans un article du Monde des Livres, publié en décembre 2005, les journalistes Patrick Kéchichian et Henri Tincq affirment qu'« au-delà du violent et injuste argumentaire d[e Michel] Onfray à l'encontre des trois monothéismes, avec une prime de brutalité pour les chrétiens, ce livre a le mérite de montrer les limites intellectuelles d'un exercice classique : l'attaque antireligieuse ».
Dans un article de L'Express daté de février 2006, le journaliste François Busnel indique que « [Le] Traité d'athéologie a ulcéré les tenants des cultes monothéistes - qui, d'ailleurs, n'ont toujours pas répondu autrement que par l'insulte ou l'idéologie : lire, si l'on y tient, sur ce sujet les deux très décevants ouvrages de Matthieu Baumier, L'Antitraité d'athéologie […], et d'Irène Fernandez, Dieu avec esprit. ».
Enfin, l'historien René Rémond publie en 2005 un ouvrage intitulé Le nouvel anti-christianisme dans lequel il analyse de façon critique la pensée de Michel Onfray et se fait le défenseur du christianisme.

## Citation
« Les trois monothéismes, animés par une même pulsion de mort généalogique, partagent une série de mépris identiques : haine de la raison et de l'intelligence ; haine de la liberté ; haine de tous les livres au nom d'un seul ; haine de la vie ; haine de la sexualité, des femmes et du plaisir ; haine du féminin ; haine des corps, des désirs, des pulsions. En lieu et place de tout cela, judaïsme, christianisme et islam défendent : la foi et la croyance, l'obéissance et la soumission, le goût de la mort et la passion de l'au-delà, l'ange asexué et la chasteté, la virginité et la fidélité monogamique, l'épouse et la mère, l'âme et l'esprit. Autant dire la vie crucifiée et le néant célébré... »

— Michel Onfray,  extrait du Traité d'athéologie

#### Critiques

##### Essais
- Irène Fernandez, Dieu avec esprit : Réponse à Michel Onfray, Philippe Rey, septembre 2005, 164 p. (ISBN 978-2848760377, présentation en ligne).
- Matthieu Baumier, L'Anti traité d'athéologie : Le Système Onfray mis à nu, Presses de la Renaissance, octobre 2005 (réimpr. 2014), 242 p. (ISBN 978-2750901653, EAN 9782750906788, présentation en ligne, lire en ligne [epub2]).
- Thierry Jaillet, L'Évangile de Monsieur Onfray !, Golias, mars 2011, 195 p. (ISBN 978-2354721213).
- Stéphane Babey, La Haine de Dieu : Michel Onfray : de la posture à l'imposture !, Artège, octobre 2011, 180 p. (ISBN 978-2360400393, lire en ligne).
- La Gageure : Autopsie de la pensée de monsieur Michel Onfray, Les Éditions du Net, janvier 2012, 270 p. (ISBN 978-2312002163, présentation en ligne).
- Jean-Marie Salamito, Monsieur Onfray au pays des mythes : Réponses sur Jésus et le christianisme, Paris, Salvator, 2017, 155 p. (ISBN 978-2-7067-1541-9, lire en ligne).

##### Recension
- Jean-Michel Maldamé, « Michel Onfray ou l'hédonisme comme religion », Études, no 409,‎ novembre 2008, p. 484-494 (ISSN 0014-1941, DOI 10.3917/etu.095.0484, lire en ligne ).

##### Article
- Jean-François Petit, « Les contradicteurs d'Onfray réagissent », La Croix,‎ 12 octobre 2005 (ISSN 0242-6056, lire en ligne , consulté le 11 novembre 2021).
- M. Clément, « Matthieu Baumier, L’Anti-traité d’athéologie : Le Système Onfray mis à nu | » , sur lelitteraire.com, 9 septembre 2012 (consulté le 11 novembre 2021).

#### Autres
- Traité des trois imposteurs.
- Dénonciation du faux document de la donation de Constantin par Lorenzo Valla.
- Testament philosophique de Jean Meslier.
- André Comte-Sponville, L'Esprit de l'athéisme : Introduction à une spiritualité sans dieu, Paris, Albin-Michel, 2006.
- Raoul Vaneigem, La résistance au christianisme : Les hérésies des origines au XVIIIe siècle, Paris, Fayard, 1993.